# Corema azoricum
Corema azoricum är en ljungväxtart som först beskrevs av Antonio Rodrigo Pinto da Silva, och fick sitt nu gällande namn av Rivas Mart., Lousã, Fern.Prieto, E.Días, J.C.Costa och C.Aguiar. Corema azoricum ingår i släktet Corema, och familjen ljungväxter. Inga underarter finns listade i Catalogue of Life.